# Влощовская, Мая
Мая Мартина Влощовская (пол. Maja Martyna Włoszczowska; 9 ноября 1983, Варшава, Польша) — польская велогонщица, серебряный призёр летних Олимпийских игр 2008 года и 2016 в кросс-кантри, чемпионка мира по маунтинбайку 2010 года, бронзовый призёр первых Европейских игр 2015 года в Баку, многократная чемпионка Польши по шоссейным велогонкам и маунтинбайку. Член комиссии спортсменов МОК с 2021 года.

## Спортивная биография

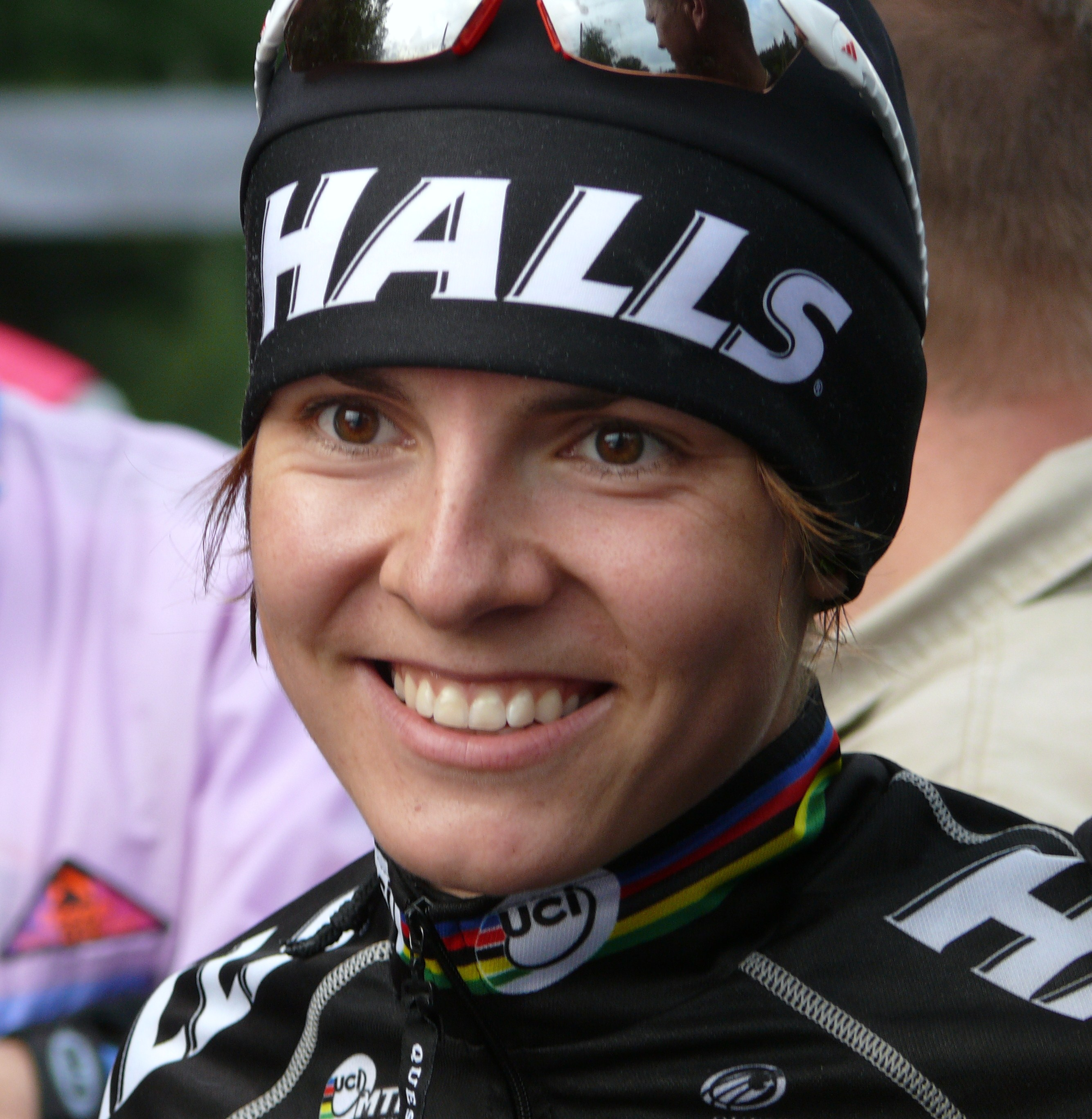
2008 год

В детстве Влощовская вместе с матерью часто принимала участие в различных любительских велосоревнованиях, где её в 1997 году и заметил тренер по маунтинбайку. В 2001 году Мая стала бронзовой медалисткой чемпионата мира среди девушек до 23 лет. Уже в 2003 году молодая польская велогонщица стала чемпионкой мира в марафоне. В 2004 году Мая стала двукратным призёром чемпионата мира по маунтинбайку. Летом того же года Мая выступила на летних Олимпийских играх в Афинах. Польской спортсменке совсем немного не хватило до попадания в тройку призёров. По итогам олимпийской дистанции она заняла 6-е место.
На летних Олимпийских играх 2008 года в Пекине Влощовская уверенно прошла всю дистанцию и завоевала серебряную медаль, уступив 41 секунду немецкой велогонщице Сабине Шпиц. В 2010 году Влощовской удалось стать чемпионкой мира, завоевав золото в кросс-кантри на первенстве в канадском городе Мон-Сен-Энн. На первых Европейских играх в Баку Влощовская стала обладательницей бронзовой награды.

## Государственные награды
- Орден Возрождения Польши
- Золотой крест Заслуги (2008)

## Личная жизнь
- С 2009 года в родном городе спортсменки Еленя-Гура проходит трофей имени Маи Влощовской.
- Получила специальность магистра финансов, математики и страхования во Вроцлавском технологическом университете.
- Входит в комиссию спортсменов олимпийского комитета Польши.